# Adi Holzer
Adi Holzer (Stockerau, 21 avril 1936) est un artiste peintre, graveur, verrier, sculpteur autrichien.
Il travaille principalement à partir de ses studios à Furesø au Danemark et Winklern en Autriche.

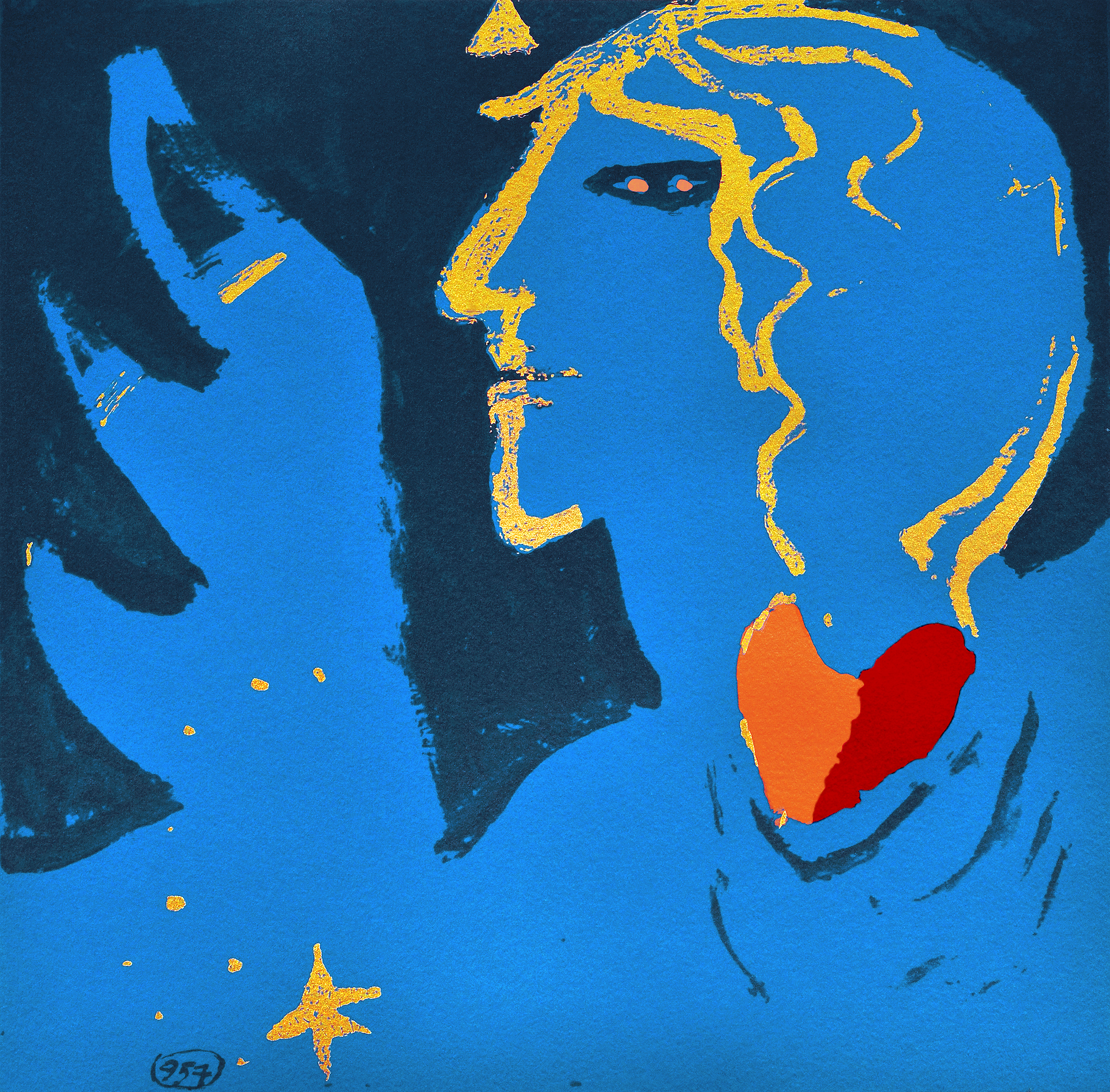
Mozart Engel (2006).